# Jake Paul
Jake Joseph Paul (Cleveland, 17 de janeiro de 1997) é um pugilista, ator e youtuber americano. Alcançou fama significativa no agora extinto aplicativo de vídeo Vine. Paul tornou-se proeminente por interpretar o papel de Dirk na série do Disney Channel, Bizaardvark.

## Início da vida
Paul nasceu em Cleveland, e cresceu em Westlake, Ohio. Ele é o filho de Pamela Ann Stepnick e do corretor de imóveis Gregory Allan Paul. Seu irmão mais velho, o YouTuber Logan Paul, afirma que Jake tem ancestrais austríaco-judeus, ingleses, alemão-judeus, húngaro-judeus, irlandeses, escoceses e galeses.

## Carreira
Paul começou sua carreira em setembro de 2013 postando vídeos no Vine. No momento em que Vine foi encerrado, Jake Paul tinha 5,3 milhões de seguidores e 2 bilhões de reproduções no aplicativo.
Em 2015, foi anunciado que Paul estaria estrelando como Dirk na nova série de comédia do Disney Channel, Bizaardvark.

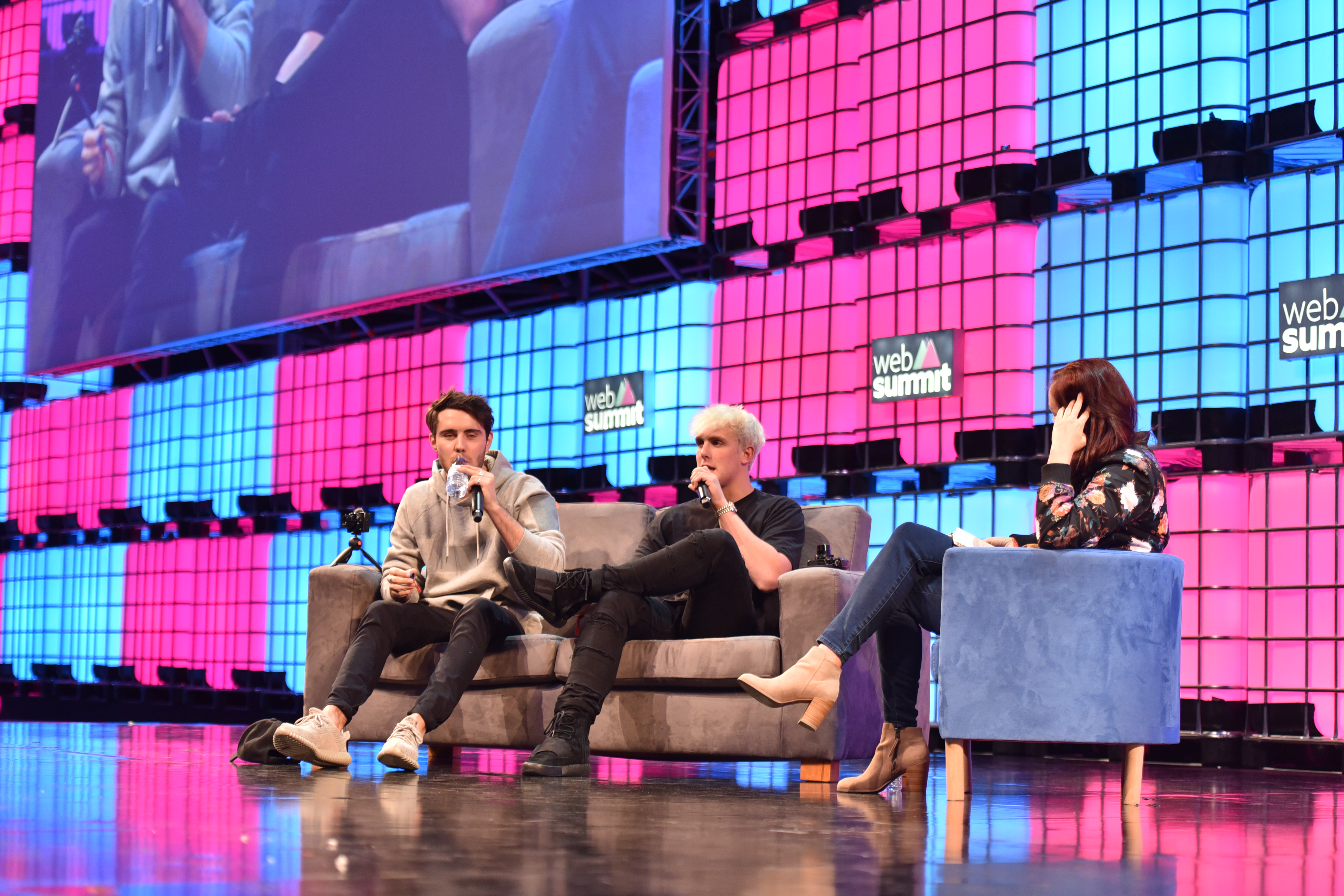
Jake Paul na Web Summit em 2016.

Em 5 de janeiro de 2017, Paul estava entre os convidados em um evento na Casa Branca centralizado nas mídias sociais. Como um truque para o seu canal de vlogs no YouTube, ele se escondeu em um banheiro antes de fugir da Casa Branca às 3:30 da manhã sem ser confrontado pela segurança.
Em 17 de janeiro de 2017, foi relatado que Paul havia lançado o Team 10 com US$ 1 milhão em financiamento para criar uma agência de marketing e criação de influência sobre entretenimento adolescente. Os investidores incluem Danhua Capital, Horizontes Alpha, Vayner Capital, Sound Ventures e A-Grade Investments, e Adam Zeplain.
Em 30 de maio de 2017, Paul lançou uma música e um videoclipe juntamente com o Team 10, intitulado "It's Everyday Bro", que alcançou mais de 70 milhões de visualizações no YouTube em seu primeiro mês e se tornou o terceiro vídeo com mais dislikes no YouTube. A música chegou ao número 94 na Billboard Hot 100 no ranking de 24 de junho de 2017.

## Questões legais e controvérsias

### Distúrbios em Beverly Grove
Em 18 de julho de 2017, foi relatado que os vizinhos de Paul no bairro de Beverly Grove, em Los Angeles, estavam reunidos com membros do conselho da cidade e policiais a respeito de apresentar uma ação coletiva contra Paul. Isso aconteceu depois que Paul tornou seu endereço residencial público, reunindo multidões de fãs do lado de fora da residência de Paul provocando reclamações de barulho dos vizinhos. Em 24 de abril de 2018, foi relatado que Paul foi processado pela Cobra Acquisitions; a empresa que possui a casa, por US$ 2,5 milhões.

### Separação da Disney
Em 22 de julho de 2017, durante as filmagens da segunda temporada de Bizaardvark, o Disney Channel anunciou que Paul deixaria a série, dizendo em uma declaração "Nós concordamos mutuamente que Jake Paul deixará seu papel no Disney Channel série "Bizaardvark". Em nome da produtora, do elenco e da equipe, agradecemos a Jake pelo seu bom trabalho na série de TV nos últimos 18 meses e estendemos nossos melhores desejos a ele." O anúncio seguiu uma reportagem do KTLA 5 sobre reclamações públicas dos vizinhos de Paul sobre o barulho gerado pelas travessuras, festas, incêndios e as grandes multidões de fãs de Paul se reunindo em sua vizinhança. Mais tarde, Paul confirmou a notícia em sua página no Twitter, dizendo que agora se concentraria mais em sua marca pessoal, em seu canal no YouTube, em seus empreendimentos comerciais e em mais papéis de ator mais adulto. Paul revelou mais tarde em uma entrevista com o The Hollywood Reporter que ele foi demitido de Bizaardvark pela Disney que queria acelerar o processo de afastamento dele do show devido ao segmento do KTLA.

### Vídeo explícito do YouTube
Em 3 de janeiro de 2018, Paul enviou um vídeo para seu canal no YouTube intitulado "Perdi minha virgindade", o que causou polêmica por ser sexualmente explícito e impróprio para seu público mais jovem. O vídeo foi criticado por sua miniatura que mostrava Paul e sua então namorada Erika Costell semi-nua em uma cama com Costell no topo de Paul em uma posição sexual. A miniatura foi alterada depois com Paul e Costell totalmente vestidos e sem se tocarem. Mais tarde, um vídeo vazou pelo TMZ, que contou com Paul explicitamente usando a palavra "nigga" enquanto fazia rap. No vídeo, Paul usa a palavra duas vezes, dizendo "little ass nigga" e "I whip it like my nigga Richie Vetter, he make the pussy so wet it gets wetter".

## Carreira no Boxe

### Paul vs. Robinson
Artigo principal: Mike Tyson vs. Roy Jones Jr.
Em julho de 2020, foi anunciado que ele se aventuraria no ringue para uma segunda luta profissional, enfrentando o jogador de basquete profissional Nate Robinson como parte da eliminatória para a partida de exibição Mike Tyson vs Roy Jones Jr. O evento foi inicialmente agendado para 12 de setembro no Dignity Health Sports Park em Carson, Califórnia, no entanto, em agosto, Tyson revelou que o evento foi adiado para 28 de novembro a fim de maximizar a receita. Jake Paul venceu Nate no segundo round por nocaute técnico.

## Vida pessoal
Em julho de 2017, Paul e seus colaboradores alugaram uma mansão de US$ 17.000 por mês no bairro de Beverly Grove, em Los Angeles.  Em novembro de 2017, ele comprou uma nova propriedade em Calabasas, Califórnia. Se casou num domingo , 28 de julho de 2019, com a YouTuber Tana Mongeau em Las Vegas, em uma Mansão de Graphitti que pertence ao seu amigo Izadi, que também oficializou a cerimónia, mas acabaram se separando 5 meses depois do casório.

## Filmografia
| Ano       | Título             | Papel     | Notas              |
| --------- | ------------------ | --------- | ------------------ |
| 2016–2017 | Bizaardvark        | Dirk      | Papel principal    |
| 2016      | The Monroes        | Conrad    |                    |
| 2016      | Walk the Prank     | Ele mesmo | Convidado especial |
| 2017      | The Price is Right | Ele mesmo | Convidado especial |

| Ano  | Título        | Papel   | Notas                 |
| ---- | ------------- | ------- | --------------------- |
| 2016 | Dance Camp    | Lance   |                       |
| 2016 | Mono          | Dugan   | Participação especial |
| 2016 | Airplane Mode | Himself |                       |

## Discografia

### Mídias estendidas
- Litmas (com Team 10) (2017)[28]

### Singles
| Título                                                               | Ano  | Posição mais alta no ranking | Posição mais alta no ranking | Certificações    |
| Título                                                               | Ano  | US                           | CAN                          | Certificações    |
| -------------------------------------------------------------------- | ---- | ---------------------------- | ---------------------------- | ---------------- |
| "Shakey" (com Greg Cipes)                                            | 2015 | —                            | —                            |                  |
| "It's Everyday Bro" (apresentando Team 10)                           | 2017 | 91                           | 56                           | - RIAA: Platinum |
| "Ohio Fried Chicken" (apresentando Chance Sutton e Anthony Trujillo) | 2017 | —                            | —                            |                  |
| "Jerika" (com Erika Costell apresentando Uncle Kade)                 | 2017 | 86                           | 76                           |                  |
| "That Ain't on the News"                                             | 2017 | —                            | —                            |                  |
| "—" denota um single que não chegou ao ranking ou não foi divulgado. |      |                              |                              |                  |

## Prêmios e indicações
| Ano  | Trabalho nomeado              | Prêmio                    | Categoria                         | Resultado | Ref.   |
| ---- | ----------------------------- | ------------------------- | --------------------------------- | --------- | ------ |
| 2014 | JakePaul (Vine)               | Shorty Awards             | Usuário de Vineo                  | Indicado  | [ 36 ] |
| 2014 | JakePaul (Vine)               | Shorty Awards             | Comediante                        | Indicado  | [ 36 ] |
| 2017 | Ele mesmo                     | Radio Disney Music Awards | Personalidade das Redes Sociais   | Venceu    | [ 37 ] |
| 2017 | JakePaulProductions (YouTube) | Teen Choice Awards        | Personalidade Musical da Internet | Venceu    | [ 38 ] |
| 2017 | JakePaulProductions (YouTube) | Teen Choice Awards        | Melhor YouTuber                   | Venceu    | [ 38 ] |